# Contea di Warren (Virginia)
La contea di Warren ( in inglese Warren County ) è una contea dello Stato della Virginia, negli Stati Uniti. La popolazione al censimento del 2000 era di 31 584 abitanti. Il capoluogo di contea è Front Royal.